# Friedhof Trebitz

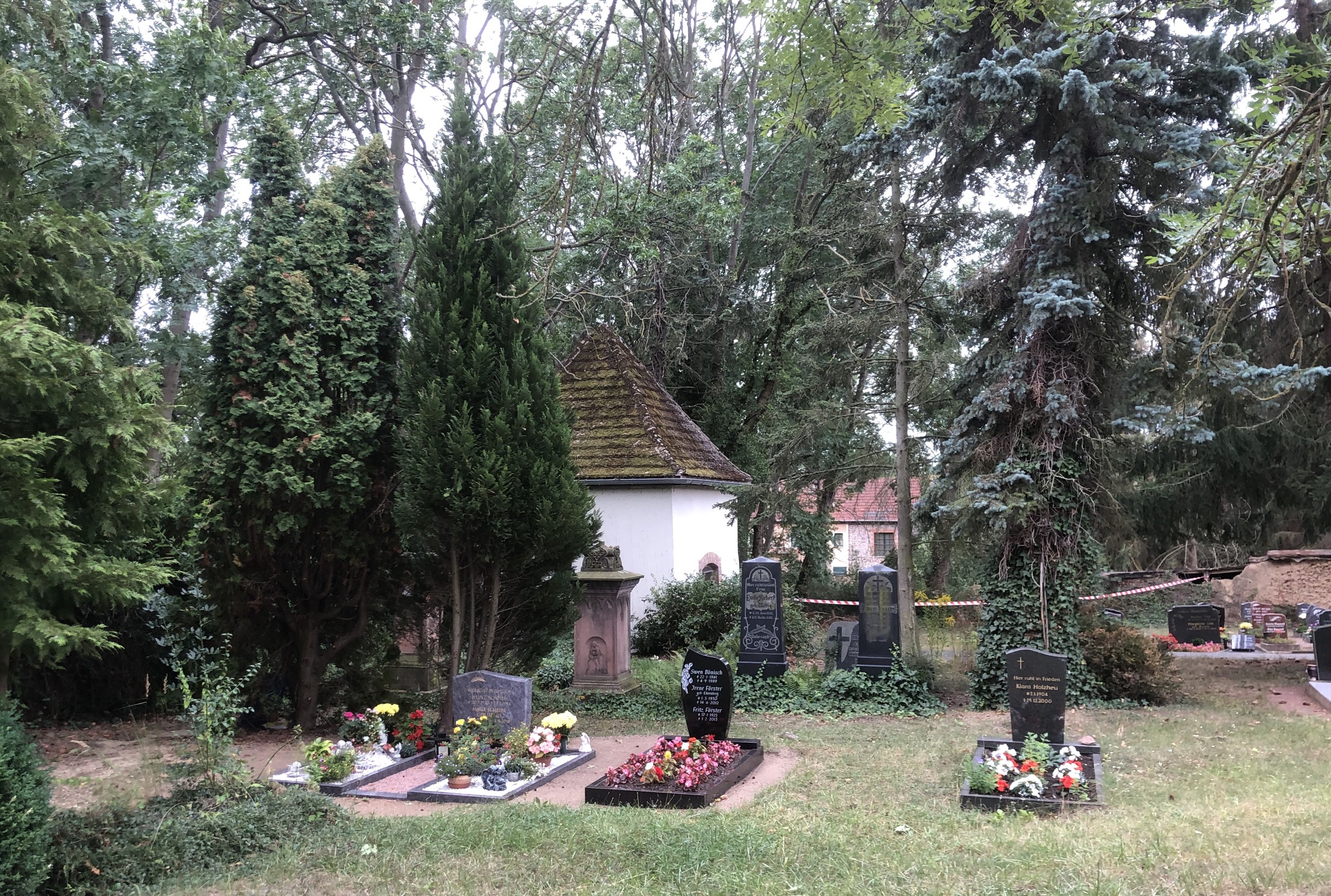
Friedhof Trebitz, 2020

Der Friedhof Trebitz ist ein denkmalgeschützter Friedhof im zur Gemeinde Petersberg gehörenden Dorf Trebitz in Sachsen-Anhalt.
Er liegt in Trebitz am östlichen Ende des Götschewegs, südlich der Trebitzer Straße. Der Zugang zum Friedhof erfolgt von seiner Nordwestseite vom Götscheweg aus. Auf dem Friedhof befinden sich zwei aus dem 19. Jahrhundert stammende, aus Sandstein gefertigte Grabmale der Gutsbesitzerfamilie Henze.
An der Südostseite steht eine kleine Feierhalle.
Im örtlichen Denkmalverzeichnis ist der Friedhof unter der Erfassungsnummer 094 55512 als Baudenkmal verzeichnet.